# Jacques Walckiers

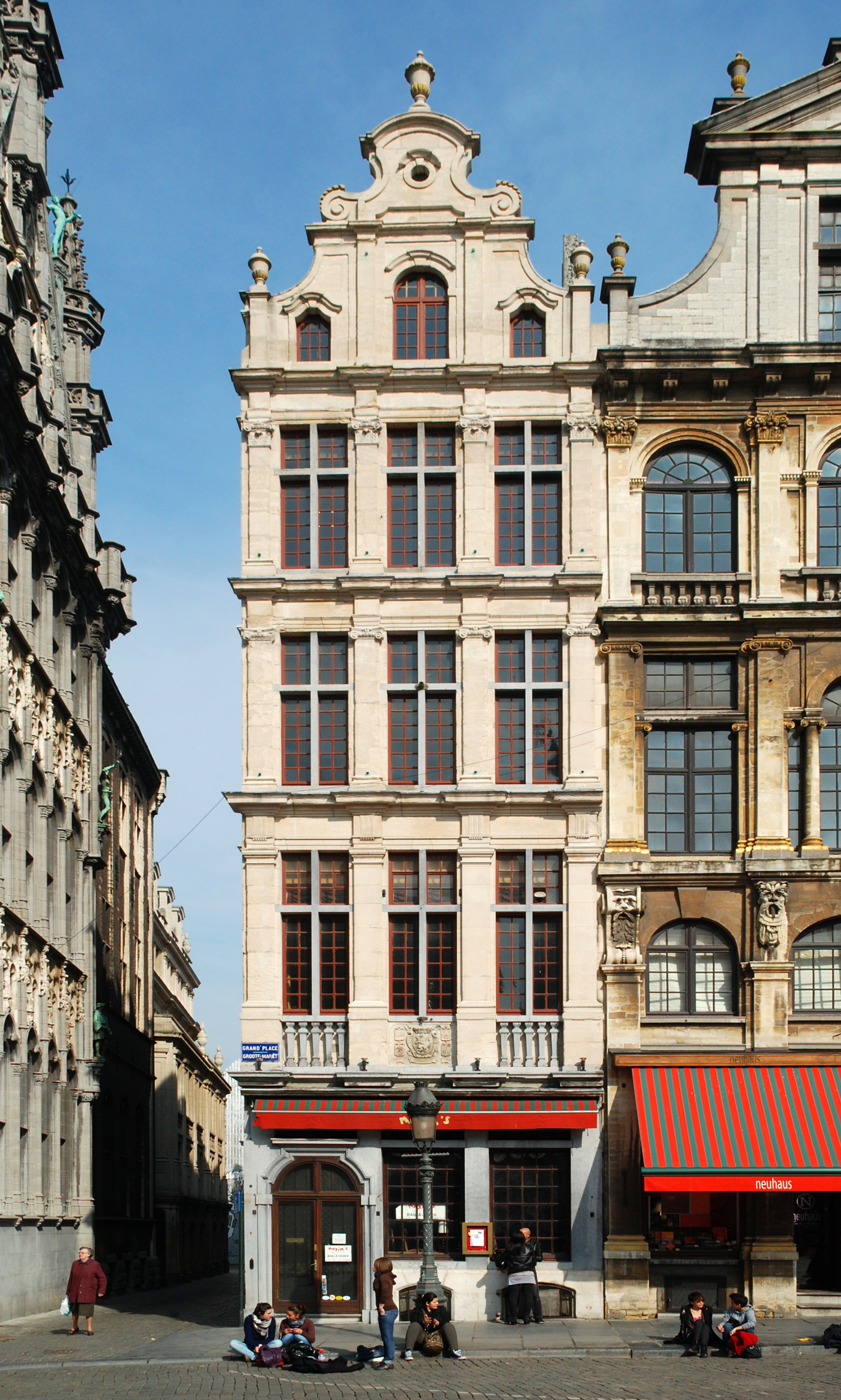
Maison du Marchand d'Or (1709).

Jacques Walckiers est un tailleur de pierre et architecte bruxellois du XVIIe siècle.
Il semble être l'auteur en 1709 de la maison de la Grand-Place de Bruxelles (Pays-Bas espagnols) appelée « Maison du Marchand d'Or » ou « La Chambrette de l'amman », appelée aujourd'hui « Aux armes de Brabant ».
Le maître potier Corneille Mombaerts, un des plus importants céramistes de Bruxelles, signa en effet un contrat de reconstruction avec ce maître d'œuvre.
Jusqu'à présent l'on ne connait rien, ni concernant les activités, ni les œuvres, ni la vie, ni les origines, ni la famille de Jacques Walckiers.
Tout reste donc à écrire le concernant.